# 阿爾隆猶太會堂

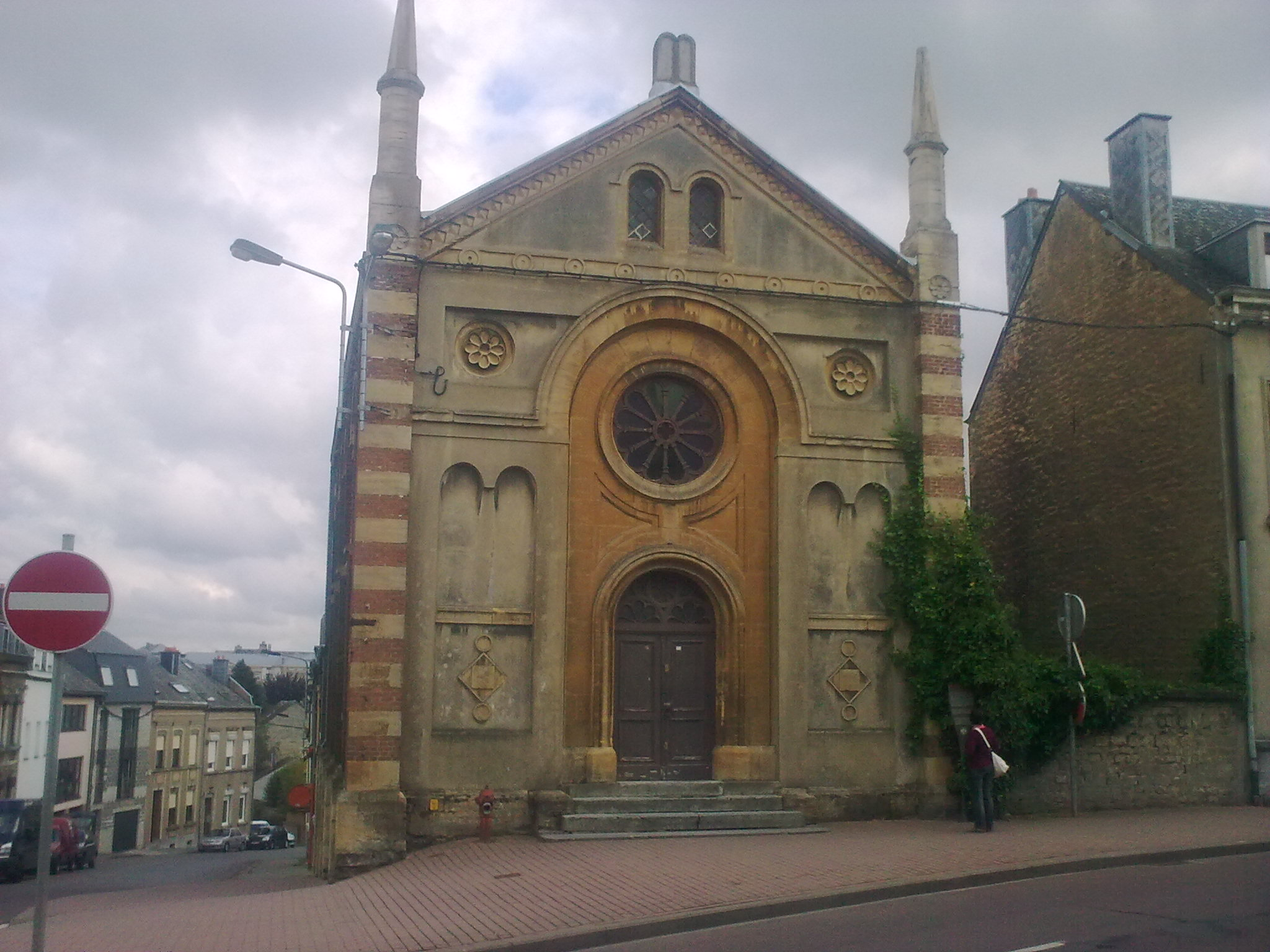

阿爾隆猶太會堂（Arlon Synagogue）是比利時城市阿爾隆的一座猶太會堂。這座猶太會堂修建於1863年，是比利時第一座猶太會堂。2014年至2019年，這座猶太會堂一度關閉，進行修復。

## 外部連結
- Présentation de la synagogue d’Arlon sur le site du Consistoire （页面存档备份，存于）